# Regele comediei
Regele comediei (engleză The King of Comedy) este o comedie neagră americană din 1982 care îi are în distribuție pe Robert De Niro și Jerry Lewis și a fost regizată de Martin Scorsese. Rupert Pupkin (De Niro) încearcă să devină un comediant celebru folosindu-se de Jerry Langford (Jerry Lewis).

## Distribuție
- Robert De Niro ca Rupert Pupkin
- Jerry Lewis ca Jerry Langford
- Diahnne Abbott ca Rita Keane
- Sandra Bernhard ca Masha
- Shelley Hack ca Cathy Long
- Tony Randall el însuși
- Ed Herlihy as himself
- Margo Winkler ca recepționer

## Legături externe
- The King of Comedy la Internet Movie Database
- The King of Comedy la Rotten Tomatoes
- The King of Comedy la Allmovie